# باسیلوس دریایی
باسیلوس دریایی (نام علمی: Bacillus marinus) نام یک گونه از سرده باسیلوس است.